# 창원상남초등학교
창원상남초등학교는 경상남도 창원시 성산구 상남동에 있는 공립 초등학교이다.

## 학교 연혁
- 1922년 5월 1일 남면공립보통학교(4년제) 개교
- 1927년 4월 1일 6년제 개편
- 1938년 4월 1일 상남제1공립심상소학교 개칭[1]
- 1941년 4월 1일 상남제1공립국민학교 개칭[2]
- 1945년 9월 27일 상남국민학교 개칭
- 1973년 7월 1일 마산남국민학교 (명칭 변경)[3]
- 1980년 5월 16일 창원상남국민학교 (명칭 변경)[4]
- 1981년 3월 1일 병설유치원(2학급), 특수학급(1학급) 설립인가
- 1983년 3월 1일 용지국민학교 분리
- 1988년 12월 24일 교사 신축으로 현 위치로 이전
- 1989년 3월 1일 사파국민학교 분리
- 1996년 3월 1일 창원상남초등학교로 개칭[5]
- 2016년 2월 16일 제93회 졸업(총 140명/졸업생 누계 18,764명)
- 2017년 2월 15일 제94회 졸업(총 121명/졸업생 누계 18,885명)
- 2018년 2월 14일 제95회 졸업(총 122명/졸업생 누계 19,007명)
- 2019년 2월 15일 제96회 졸업(총 100명/졸업생 누계 19,107명)
- 2020년 2월 14일 제97회 졸업(총 120명/졸업생 누계 19,227명)
- 2020년 9월 1일 제26대 박혜숙 교장 취임

## 학교 상징
- 교화 - 개나리 : 담목 물푸레나무과의 낙엽관목으로서 봄의 따뜻함을 대표하는 꽃으로, 창원 상남어린이를 따뜻한 마음을 담은 꽃이다.
- 교목 - 느티나무 : 느릅나무과에 속하는 낙엽활엽수로 동네 어귀마다 마을을 지키는 나무처럼 창원상남초등학교를 지켜주는 든든한 나무이다.
- 캐릭터

-티나 : 느티나무에서 따옴
-나리 : 개나리에서 따옴

## 참고 문헌
- 창원상남초등학교 - 한국교육학술정보원 학교알리미

## 같이 보기
- 창원상남초등학교 축구단